# Elka Synthex

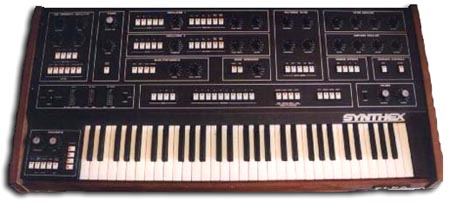
Elka Synthex

L'Elka Synthex è un sintetizzatore analogico polifonico.
È stato usato da musicisti famosi come Stevie Wonder e Jean-Michel Jarre, dal quale è considerato uno degli strumenti preferiti. In particolare, il suono dell'arpa laser è stato in gran parte creato dal Synthex (preset 46): spesso le potenzialità del Synthex vengono associate soltanto a questo suono, mentre in realtà questo sintetizzatore è in grado di fornire infinite sonorità molto interessanti nonché diverse tra loro.

## Storia industriale
Il progettista Mario Maggi, romano, attivo già negli anni '70 con diversi progetti per sistemi modulari, inizialmente aveva previsto molte più funzioni implementate sul Synthex, ma a causa probabilmente del budget ridotto dell'azienda Elka, il progetto venne parzialmente ridimensionato.
Il Synthex fu annunciato nel 1981, prodotto dal 1982 al 1985.
La prima serie venne messa in commercio nel 1982, ad un prezzo concorrenziale con la precisa volontà dell'azienda ELKA di ritagliarsi una nicchia nel mercato dei sintetizzatori professionali.
L'utilizzo da parte di Jean-Michel Jarre e Keith Emerson, che usavano il Synthex sui palchi durante i loro concerti, servì ad aumentare la domanda di mercato per il Synthex.
Un ultimo Synthex realizzato con pezzi di ricambio è stato costruito su richiesta per Stevie Wonder nel 1988
Nel 2015 gruppo finlandese Soundion Oy Ltd, (nuovo proprietario dei marchi della galassia ex-Generalmusic tra i quali ELKA) ha annunciato nel corso di Musikmesse di Francoforte la riedizione del Synthex.
Qualche settimana dopo venne lanciata una campagna di raccolta fondi sul portale indiegogo per finanziare la clonazione dei circuiti del Synthex originale.
La campagna si è conclusa senza raggiungere il target previsto ed il progetto è stato sospeso, probabilmente per i dubbi sorti circa l'utilizzo di alcuni componenti elettronici fondamentali non più in produzione da molti anni come i CEM3320 di Curtis usati nei filtri ed i TDA1022 di Philips indispensabili per le linee di ritardo del Chorus.

## Le tre versioni
Risultano prodotte 1850 unità, realizzate in tre serie.

### Prima serie
La prima serie, di soli 50 esemplari, è dotata di sequencer 4 tracce monotimbrico sincronizzabile in ingresso e in uscita con una sorgente clock sync esterna, con limitate funzioni per il salvataggio/lettura di banchi e sequenze su nastro, non indicate sul pannello, e nessuna implementazione MIDI.

### Seconda serie
La seconda serie, di 800 esemplari, presenta un aggiornamento significativo: fu implementata una Computer Interface, che consente tra l'altro, tramite retrofit non originale, di estrapolare i messaggi MIDI note on/note off in ingresso, uscita e passante. Si noti bene che questi sono gli unici messaggi MIDI accettati dal Synthex.
Questa serie presenta inoltre migliorie nella gestione e nel trasferimento dei dati su e da cassetta, con l'aggiunta
delle funzioni verify e save to alle già presenti Load e Write, anche se non indicate sul pannello della prima serie.
A tal proposito, su questa serie appaiono le indicazioni delle funzioni cassetta scritte sul pannello in corrispondenza e al di sotto dei tasti Memory / Preset / Panel / Write.

### Terza serie
La terza serie, di 1000 esemplari, presenta sequencer multitimbrico e porte MIDI IN/OUT/THRU di serie montate inclinate di 
45° per via del limitato spazio a disposizione sullo chassis.
Anche questa serie consente solamente il controllo di eventi Note ON/OFF, non riconosce (anzi gli creano problemi) i 
segnali MIDI continui come ad esempio stringhe Sys-ex o controlli di dinamica.

## Segni particolari
Il synthex è provvisto di molte funzioni interessanti considerando il periodo in cui è stato realizzato, come ad esempio la presenza di un filtro multimodalità comprensivo di ben due filtri passa banda (BPF) a uno e due poli (-6 e -12 dB) e soprattutto di un filtro passa alto che conferisce al Synthex timbriche sonore cristalline pressoché uniche, tutto questo oltre ad un potente filtro passa basso a -24 dB per ottava.
Componentistica dei filtri, 8 Curtis CEM3320, il filtro auto-oscilla da circa 7/10 in su della corsa del potenziometro RESONANCE, 
e c'è la possibilità di selezionare l'envelope inverso per il controllo della frequenza del filtro, particolarmente utile in modo passa alto.
C'è un chorus incorporato con tre selezioni, molto semplice da utilizzare ma capace di dare un timbro davvero particolare al suono.
Commutando lo strumento in SPLIT oppure DOUBLE, ciascuna delle due sezioni (UPPER e LOWER) dispone di un proprio stadio di chorus.
Quando SPLIT o DOUBLE non sono attivi, i due stadi di chorus
sono comunque utilizzati e assegnati internamente a 4 voci ciascuno, potenziando l'effetto complessivo.
Ottima la sezione Oscillatore a bassa frequenza (LFO), con 4 forme d'onda (triangolare, dente di sega, dente di sega inversa
e quadrata) destinabili indipendentemente via matrice a bottoni agli oscillatori (osc 1 – 2), all'onda quadra modulata in ampiezza (PWM 1 - 2), al filtro o all'amplificatore.
Altro particolare interessante è il Sequencer monotimbrico (prima serie, poi migliorato) a 4 tracce che può contenere fino a 128 eventi per traccia e consente la riproduzione simultanea di tutte e 4 le tracce.
Gli eventi possono essere sia note che pause, entrambi di durata programmabile in modo semplice ed intuitivo.
Caratteristica controversa è l'uso di oscillatori a controllo digitale (DCO).
Tale peculiarità fa storcere il naso ai "puristi" dell'analogico e dei VCO (oscillatori controllati in tensione), ma in realtà il Synthex presenta oscillatori interamente analogici, semplicemente pilotati per via digitale, senza nulla togliere alla ricchezza armonica del suono e allo stesso tempo garantendo stabilità d'intonazione nel tempo.

## Caratteristiche tecniche
- 2 sezioni oscillatori a controllo digitale (DCO), 8 oscillatori complessivi, 5 ottave selezionabili via commutatori (16, 8', 4', 2', 1'),
- 4 forme d'onda, triangolare, dente di sega, quadrata, e quadrata modulabile in ampiezza (via potenziometro), più una modulazione ad anello preimpostata e un commutatore per far modulare l'oscillatore ricevente dalla modulazione in ampiezza dell'altro oscillatore: quest'ultima funzione è bidirezionale. Le due sezioni dell'oscillatore hanno ognuna un potenziometro per regolare il volume in uscita.
- 1 sezione Filtro multimodale, auto oscillante oltre i 7/10, 8 componenti curtis CEM3320, Passa Basso (LPF) 4 poli a -24 dB oct, Passa Banda (BPF) a due modalità 1 polo -6 dB e 2 poli -12 dB, e un filtro Passa Alto (HPF). L'inviluppo del filtro può essere invertito tramite commutatore.
- 2 Oscillatori a bassa frequenza (LFO), la prima controllabile via potenziometri per i controllo di frequenza e ritardo, e due potenziometri per la profondità d'effetto. Tramite commutatori si assegna la forma d'onda alla destinazione da modulare. Il secondo oscillatore a bassa frequenza viene pilotato tramite joystick ed è assegnabile al filtro o all'oscillatore, semplicemente piegandolo rispettivamente verso destra o sinistra. L'intensità della modulazione al filtro o all'oscillatore è regolabile indipendentemente tramite le slitte. NOTA: Il joystick regola anche il pitch bend muovendolo sull'asse verticale, quindi le combinazioni del movimenti del joystick possono dar vita a sonorità interessanti.
- 1 generatore di rumore (bianco o rosa) con relativo potenziometro per l'intensità.
- 2 sezioni inviluppo (ADSR), una per il filtro e una per l'amplificazione, le funzioni sostegno e rilascio sono attivabili/disattivabili dal commutatore release
- 80 allocazioni per la memorizzazione dei suoni, 40 ROM per i preset di fabbrica e 40 RAM per le memory per i suoni programmati dall'utente dalla sezione panel, i suoni sono facilmente salvabili attivando il commutatore Write.
- 1 sezione modalità mono o bitimbrica, che consente la divisione della tastiera in due sezioni, questo consente di assegnare due differenti memorie, oppure sovrapporre due memorie sulla totale estensione della tastiera.

Le memorie possono esser indipendentemente richiamate dai commutatori upper e lower presenti in questa sezione.
- 61 tasti (C-C)
- 31 Potenziometri
- 81 Tasti funzione.
- 1 Sequencer, funzioni scrittura sia in tempo reale che in modalità passo-passo, 4 tracce per 128 eventi ognuna, le tracce possono essere riprodotte simultaneamente, è dotato di controlli per la velocità di esecuzione e per il gate ovvero l'incidenza dell'inviluppo sulle note riprodotte.
- 1 sezione Glide/Portamento, assegnabili indipendentemente ai due oscillatori, regolabili tramite potenziometri.
- 1 sezione Chorus a tre modalità, preimpostato, semplicemente attivabile via commutatore.
- 1 sezione tuning con controlli intonazione Master tune valori tra (-5 e +5) e detune (-5 , +5), è inoltre presente un commutatore osc 2 sync che forza l'oscillatore 2 ad eseguire ogni nuovo ciclo in sincrono con l'oscillatore 1.
- 1 sezione master, con controlli volume e balance via potenziometri. Il controllo balance regola il rapporto di volume tra i due suoni in modalità duale. In questa sezione è presente un commutatore mono/stereo che consente l'assegnazione delle otto voci ad una singola uscita o la suddivisione delle stesse sulle due uscite lower e upper.

## Connessioni

### Prima versione
- 2 uscite audio 1/4 Jack lower e upper
- 2 connettori 1/4 Jack nella sezione sequencer, sync In e sync out e il relativo commutatore INT\EXT, questi controlli consentono di "agganciare" il tempo del sequencer rispetto ad una sorgente di sync clock esterna o di pilotare una sorgente esterna (esempio batteria elettronica o sequencer esterno) usando il sequencer del Synthex come generatore primario di sync clock.
- 3 connettori miniJack nella sezione cassette interface, from cass'', out e out low, questa sezione consente il trasferimento delle memorie e delle sequenze su registratore a cassetta. Queste funzioni sono bidirezionali. Sono presenti i commutatori on/off che determinano il passaggio del synthex dalla modalità esecuzione alla modalità trasferimento dati, e il commutatore write enable che consente o l'accesso alla memorizzazione di un suono nella RAM o la protezione della RAM stessa.
- 4 connettori 1/4 Jack per le commutazioni da pedale, program advance, glide, hold e release.
- 1 connettore 1/4 Jack per il controllo filter e un commutatore upper/both/lower.
- 1 connettore delta 3 poli maschio per l'alimentazione di corrente (220V).
- 1 alloggio portafusibile.

### Seconda versione
Stesse connessioni della prima versione, in più:
- 1 connettore seriale femmina Computer interface. L'inserimento di questo connettore ha comportato il riposizionamento di una vite dello chassis in corrispondenza dei connettori del sequencer.

Da questa porta si possono estrapolare i messaggi MIDI note On/Off tramite retrofit non originale Elka.

### Terza versione
Stesse connessioni della versione uno, in più:
- 3 connettori DIN 5 poli femmina midi in/out/thru.

La configurazione precedente dello chassis e quindi lo spazio rimasto a disposizione, ha obbligato Elka a montare questi tre connettori vicini tra loro e inclinati di 45 gradi rispetto al piano orizzontale.

## Caratteristiche costruttive
Il peso del sintetizzatore è di 29 kg. Le dimensioni sono 1095 mm x 495 mm x 160 mm.
Tutta la parte inferiore e laterale dello chassis è fatta di legno massiccio, disponibile in 4 colorazioni a seconda della serie, legno chiaro o scuro nelle prime serie e nero o rosso in alcuni rari modelli dell'ultima serie.
La parte superiore del pannello e la parte posteriore sono in metallo.
Le colorazioni del pannello variano dal grigio scuro metallizzato delle prime serie al grigio più chiaro sempre metallizzato dell'ultima serie.

## Musicisti che utilizzano il Synthex Elka
Jean-Michel Jarre ha usato il Synthex per il suono di Laser Harp nel disco Rendez-Vous e ne è un grande estimatore.
Geoff Downes degli Asia lo ha usato nel disco Astra.
Stevie Wonder lo ha usato nella canzone Skeletons
Martin Gore tastierista dei Depeche Mode ha usato molto il Synthex nel suo ultimo disco solista MG.
Nick Rhodes, tastierista dei Duran Duran, ha usato molto il Synthex nel disco All You Need Is Now.
Nick ha usato il Synthex anche in varie tracce e lo ha mostrato nel trailer del nuovo album Paper Gods.
Keith Emerson tastierista degli Emerson, Lake & Palmer ha dichiarato di usare il Synthex e ci si è fatto fotografare per l'intervista su Electronics Music & Maker del 1985.